# Vittorio Santoro
 (janvier 2017).
 (juillet 2020).
 (juillet 2020).
La mise en forme du texte ne suit pas les recommandations de Wikipédia : il faut le « wikifier ».
Les points d'amélioration suivants sont les cas les plus fréquents. Le détail des points à revoir est peut-être précisé sur la page de discussion.
- Les titres sont pré-formatés par le logiciel. Ils ne sont ni en capitales, ni en gras.
- Le texte ne doit pas être écrit en capitales (les noms de famille non plus), ni en gras, ni en italique, ni en « petit »…
- Le gras n'est utilisé que pour surligner le titre de l'article dans l'introduction, une seule fois.
- L'italique est rarement utilisé : mots en langue étrangère, titres d'œuvres, noms de bateaux, etc.
- Les citations ne sont pas en italique mais en corps de texte normal. Elles sont entourées par des guillemets français : « et ».
- Les listes à puces sont à éviter, des paragraphes rédigés étant largement préférés. Les tableaux sont à réserver à la présentation de données structurées (résultats, etc.).
- Les appels de note de bas de page (petits chiffres en exposant, introduits par l'outil «  Source ») sont à placer entre la fin de phrase et le point final[comme ça].
- Les liens internes (vers d'autres articles de Wikipédia) sont à choisir avec parcimonie. Créez des liens vers des articles approfondissant le sujet. Les termes génériques sans rapport avec le sujet sont à éviter, ainsi que les répétitions de liens vers un même terme.
- Les liens externes sont à placer uniquement dans une section « Liens externes », à la fin de l'article. Ces liens sont à choisir avec parcimonie suivant les règles définies. Si un lien sert de source à l'article, son insertion dans le texte est à faire par les notes de bas de page.
- La présentation des références doit suivre les conventions bibliographiques. Il est recommandé d'utiliser les modèles {{Ouvrage}}, {{Chapitre}}, {{Article}}, {{Lien web}} et/ou {{Bibliographie}}. Le mode d'édition visuel peut mettre en forme automatiquement les références.
- Insérer une infobox (cadre d'informations à droite) n'est pas obligatoire pour parachever la mise en page.

Pour une aide détaillée, merci de consulter Aide:Wikification.
Si vous pensez que ces points ont été résolus, vous pouvez retirer ce bandeau et améliorer la mise en forme d'un autre article.
Vittorio Santoro (né le 3 septembre 1962) est un artiste italo-suisse qui vit et travaille entre Paris et Zurich. Sa pratique le conduit à utiliser différents médias, sculptures, pièces sonores, œuvres sur papier, installations et performances.

## Biographie et œuvre
Essentiellement autodidacte, Vittorio Santoro a suivi des enseignements au Centre international de la photographie à New-York et au Watermill Center de Long Island sous l’égide de Bob Wilson.
V. Santoro a d’abord développé une pratique littéraire en italien, la langue natale de ses parents qui ont émigré de Sicile en Suisse avant sa naissance. En 1985, il publie un recueil de poèmes intitulé La Voce e le Mani, Progetto per una poesia inumana (Lalli Editore, Poggibonsi).
Au milieu des années 1990, il se tourne davantage vers la photographie. En 1995, en étroite collaboration avec Paul Bowles, il publie The Time of Friendship / Ten Photographs (Memory/Cage Editions, Zurich).

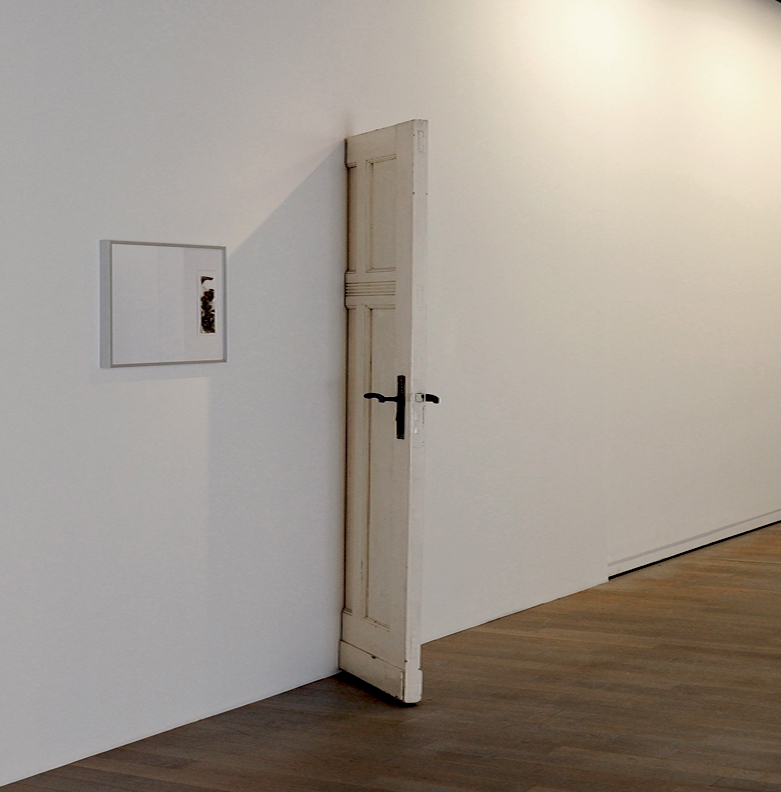
F. Dostoyevsky, C. and P., Page 67 (Penguin Popular Classics), Divided Vertically, 2007—2011, installation. Collection du Centre Pompidou, Paris.

Il élargit progressivement sa pratique artistique vers d’autres supports comme la sculpture et la vidéo, les collages, les néons ou les œuvres sur papier. Images, espaces, caractères, sons, mots et paroles sont intimement combinés dans des œuvres comme, F. Dostoïevski : C. and P., page 67 (Penguin Popular Classics), divided vertically, 2007/2011, Reciprocal Scrutiny (bordereau), 2009, Man Leaving Harbour on a Ship (in a Room), 2009-2010, Gagarin, I-III, 2012, Good-bye Darkness, I-IV, 2013, et In/Voluntary Movement Diagram (Josef K.), 2014.
Son goût pour la littérature transparaît dans toute son œuvre. On l'observe dans ces pièces néons destinées à l'espace public comme Monologism As Poetry présentée à Berlin en 2009 ou An/Ästhesie, Teil I montrée à Berlin en 2006 et en 2016 à Zurich, une œuvre qui joue sur la césure possible des mots. L'artiste produit aussi régulièrement ce qu'il nomme « time-based text works », textes sur papier réécrits au graphite chaque jour pendant une période de temps déterminé – souvent six mois, (Dependent Participation, March – September 2007, 2007, A Meditation On The Inevitable, September 2007 – March 2008, 2007-2008, Until Nothing Happens, I - V, December 2008 – June 2009, 2008-2009)
Depuis la fin des années 2000 et notamment la présentation de la pièce Untitled (Mask) en 2007 au 12e Art Forum à Berlin, Santoro a axé davantage sa pratique vers des installations où, selon Monica Marczuk, « s'exprime une fascination pour les objets, pour leurs formes et textures, mais aussi pour ce qu'ils évoquent selon le contexte, l'époque et la personne... ». « Les pièces sont composées d'objets (masques, échiquiers, bougies, textes) et de leurs conducteurs (cuivre, argent, aluminium, lumière, poulies, cordes etc) ». (Untitled (Mask), 2007, Pulleys, I, 2016, Mirror of the Sea (African Mask (Dogon)/Fi: Black Paint Can), II, 2016…).
En 2017, il est nommé pour le prix Marcel Duchamp. Il propose la pièce Une porte doit être ouverte ou non fermée, 2017, sorte de parcours initiatique en deux volets, l'un au musée l'autre dans la ville. Le spectateur est invité à expérimenter la pièce dans une forme de quête de son rapport au monde et à lui-même.
En mars 2019, il expose une sélection d’œuvres sur papier à la Librairie/Project Room Yvon Lambert à Paris, occasion de rappeler l'attachement de l'artiste à certaines formes graphiques, des « time-based text works » aux collages.
Son travail est représenté par Counter Space à Zürich.

## Démarche
Santoro s’inspire largement de ses références littéraires pour créer ses œuvres et fait notamment référence à Crime et Châtiment, En attendant Godot, Le Procèsou Le Désert des Tartares. Il fait également appel à des inspirations anthropologiques (masques africains), scientifiques (Pulsar CP1919), philosophiques et éthiques, ou historiques et politiques (Alfred Dreyfus, Youri Gagarine). Sa démarche est articulée autour d'un vocabulaire qui pourrait être qualifié de "post-conceptuel". Ses œuvres quant à elles sont émotionnellement chargées et évoquent des dilemmes éthiques.[style à revoir][source insuffisante]. Elles sont activées par le mouvement de l'observateur, qu'il soit physique ou mental, révélant ainsi leur caractère performatif sous-jacent.

## Sélection d'œuvres

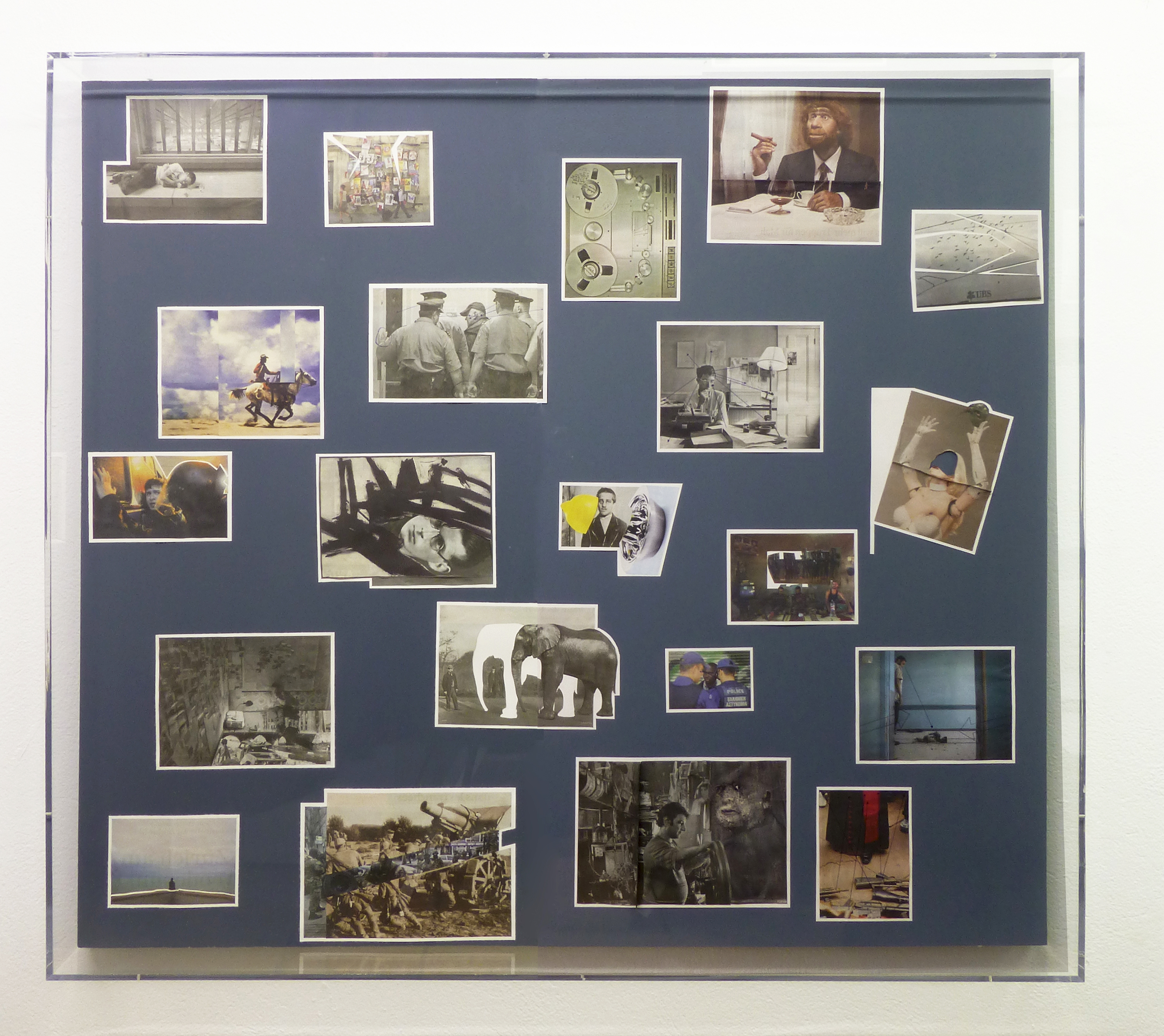
The World Was Full Of Objects And Events And Sounds That Are Known To Be Real…, II", 2014, Collage.

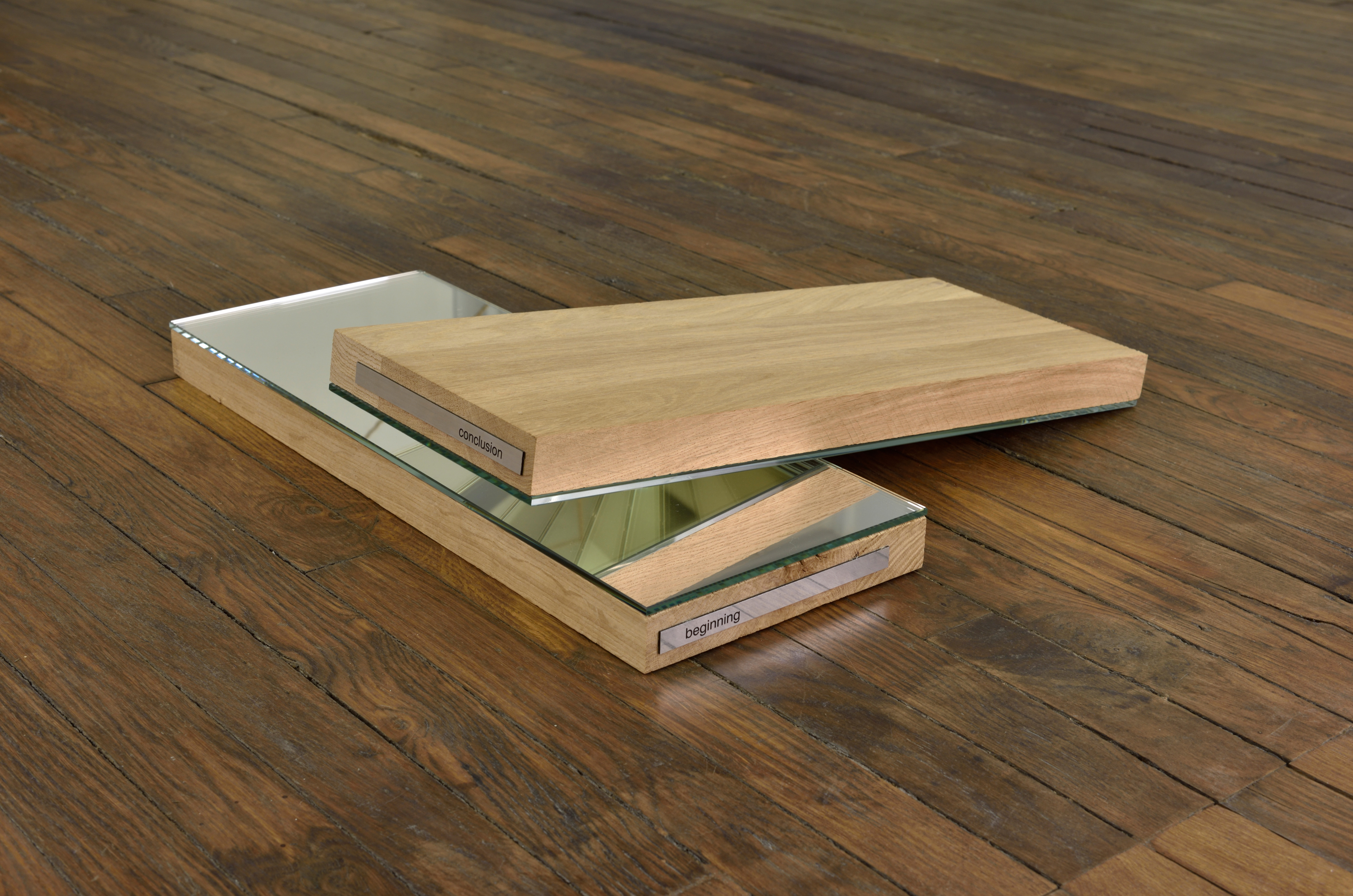
Beginning/Conclusion", 2016, Sculpture.

- Plate (for Paul), 2000/2003 – Sculpture
- How Can I / Make It Right, March-August 2005, 2005 – Diptyque, Work on paper
- Good-bye Darkness, II, 2005 – Sculpture
- Untitled (Mask), 2007 – Installation
- Visionaries&Voyeurs, II, 2009 – Single video projection
- Monologism As Poetry, 2009 – Neon-Installation
- Reciprocal Scrutiny (bordereau), 2009 – Installation
- Good-bye Darkness, IV – Elephants Don't Play Chess (A Loose Conversation on Some Aspects of BWV 1001-1006 with Kerwin Rolland), 2010 – Installation
- Opening Moves (Valuable Qualities of the Mind to be Acquired As to Become Habits), 2011 – Sculpture
- F. Dostoyevsky: C. and P., Page 67 (Penguin Popular Classics), Divided Vertically, 2007/2011 – Installation (Collection Musée national d'art moderne, Centre Georges-Pompidou, Paris)[25]
- Opening Moves (Valuable Qualities of the Mind to be Acquired as to Become Habits), 2011 – Sculpture
- This Impact Leads Into..., February-July 2011 (Origami/Sphinx), 2011 – Installation (Collection Kunsthaus Zurich)
- How Could ‘Godot’ End?, II (Spinning Top/Toupie), 2012 – Work on paper
- Gagarin II (Sphinx/31 January 1962), 2012 – Sculpture
- Searching For... (One Day and Night in Amsterdam), 2012 – Photographies (Burger Collection, Hong Kong)[26]
- 00:00:1.20s, 2012 – Sculpture (Collection Fonds national d'art contemporain, France)[27]
- Une certaine idée de l’histoire de mon père, I-IV, 2013 – Installation
- Untitled (Pier Paolo Pasolini), 2013-14 – Installation
- In/Voluntary Movement Diagram (Josef K.), 2014 – Installation
- „Avant“ se trouve apres „après“, 2016 – Sculpture
- Giovanni Drogo’s Surreal Delay (Pulsar CP19191), I-IV, 2016 – Photographies
- Plateau (Antiméridian/Postméridian), 2016 – Sculpture
- Beginning/Conclusion, 2016 – Sculpture
- We Stare, We Talk…October 2018–March 2019, 2018-2019 – Time-based text work
- Expire (Josef K.’s Relation Diagram to 17 of the Characters in The Trial), 2019 – Sculpture

## Sélection d'expositions
- It's All In Your Mind / C'est tout dans ma tête, Yvon Lambert, Project Room, Paris, 2003 (individuelle)
- Learn to Read, Tate Modern[28], Londres, 2006 (collective)
- The Truth About Your Own Tolerance for Cruelty, Cortex Athletico, Bordeaux, 2007 (individuelle)
- Shifting Identity, Kunsthaus Zurich/ CAC, Vilnius, 2008 (collective)
- La chambre de Marlow, Galerie Xippas, Paris, 2009 (individuelle)
- Conflicting Tales, Burger Collection, Berlin, 2009 (collective)
- Visionaries & Voyeurs, Irish Museum of Modern Art, Dublin, 2011 (individuelle)
- Que tout le monde vive comme si personne "ne savait" : some script works, Rosascape[29], Paris, 2011 (individuelle)
- Les vingt-quatre heures, Galerie Campagne Première, Berlin, 2011 (individuelle)
- Le Nouveau Festival, Centre Georges-Pompidou, Paris, 2012 (collective)
- Owls Move Their Entire Head to Change Views, Fondation d’Entreprise Ricard[30], Paris, 2012 (individuelle)
- Vittorio Santoro Filmic Works (screening), Centre Georges-Pompidou, Paris, 2012 (individuelle)
- Correspondances, Espace culturel Louis Vuitton, Paris, 2013 (collective)
- Quadrilogy 2: I Think It Rains, 1a space and Burger Collection[31], Hong Kong, 2013 (collective)
- 3 July 1913: Unexpectedly Arrested By Two Unidentified Agents, From An Unspecified Agency, On Unspecified Charges, Counter Space[32], Zurich, 2014 (individuelle)
- Le grand paysage (pour un jour), Galerie Jérôme Poggi, Paris, 2014 (individuelle)
- In/Voluntary Movement Diagram (Josef K.) And Other Works, Oonagh Young Gallery, Dublin, 2015 (individuelle)
- Europa? The Future of History, Kunsthaus Zurich, 2015 (collective)
- 108 Minutes A Day (Gagarin), Museum of Contemporary Art, Pavilion, Shanghai, 2015 (individuelle)
- Pulleys, I & The Supposed Half of a Day &..., Galerie Thomas Bernard-Cortex Athletico[33], Paris, 2016 (individuelle)
- Travaux sur Papier, 2008-2019, Yvon Lambert, Project Room, Paris, 2019 (individuelle)
- Vittorio Santoro chez Florence Loewy/Books : une sélection de livres d'artiste et d'éditions, Florence Loewy/Books, Paris, 2020 (individuelle)
- Four Speakers' Corners (For Twenty-Four Hours), Yvon Lambert, Project Room, Paris, 2020 (individuelle)

## Sélection de collections
- CAPC, Musée d'art contemporain[34], Bordeaux, France
- Centre Pompidou, Musée national d'art moderne[25], Paris, France
- FNAC - Fonds national d'art contemporain[27], Paris, France
- Frac Aquitaine[35], Bordeaux, France
- Burger Collection[26], Hong Kong, Chine
- Bibliothèque nationale suisse, Cabinet des estampes, Berne, Suisse
- Kunsthaus Zürich, Zurich, Suisse
- Kunstmuseum Bern, Berne, Suisse

## Publications
- Vittorio Santoro, Juste avant ou juste après, Yvon Lambert, Paris & Stolen Books, Lisbonne, 2019. Boite en carton (sérigraphie en 3 couleurs) contenant un catalogue en 48 pages; textes de Daniel Kurjakovic, F/E, et divers.
- Vittorio Santoro, Pulleys, I & The Supposed Half of a Day &..., Galerie Thomas Bernard-Cortex Athletico, Paris, 2016. 82 pages, photos couleur, textes by Monika Marczuk, Manuel Cirauqui et Vittorio Santoro; F/E (monographie)
- Vittorio Santoro, Until Nothing Happens, I-V. Text by Pierre Vialle, Out Of The Dark, Zurich/Maison des Arts de Malakoff, Paris, 2016. 8 pages avec 5 illustrations insert. Texte F/E  (brochure d’artiste)
- Vittorio Santoro, 108 Minutes A Day (Gagarin), MoCA Shanghai, Shanghai. Texte Ch/E (catalogue d’artiste)
- Vittorio Santoro, In/Voluntary Movement Diagram (Josef K) And Related Works, Out Of The Dark, Zurich/Dublin, 2015. Texte E (catalogue d’artiste)
- Vittorio Santoro, D(a)edalus, My Father’s Horse, Taken From The Mill, A Tourné En Round Autour D’une Statue de..., Les presses du réel[36], Dijon, 2012. Textes F/E (monographie)
- Vittorio Santoro, Silence Destroys Consequences[37], limited edition, Yvon Lambert, Paris, 2012. 120 pages. Textes F (artist book)
- Vittorio Santoro, Everything’s Not Lost[38], Revolver Verlag, Frankfurt a. Main, 2006. Textes D/F/E (monograph)
- Vittorio Santoro, It’s all in your mind/C’est tout dans ma tête, Memory/Cage Editions, Zurich, 2003. Textes F/E/D (artist book)
- Vittorio Santoro, Imagine. You are Landing. Memory/Cage Editions, Zurich, 2000. Texte E (artist book)
- RWWM[39], Robert Wilson, Vittorio Santoro, Memory/Cage Editions, Zurich, 1997. Textes E (artist book)
- The Time of Friendship/Ten Photographs[40], Paul Bowles, Vittorio Santoro, Memory/Cage Editions, Zurich, 1995. Textes E (artist book)